# Hadena fucata
Hadena fucata là một loài bướm đêm trong họ Noctuidae.